# Classe Portland
A Classe Portland foi uma classe de cruzadores pesados operada pela Marinha dos Estados Unidos, composta pelo USS Portland e USS Indianapolis. Suas construções começaram em 1930 e foram comissionados entre 1932 e 1933. O projeto da Classe Portland era uma repetição da predecessora Classe Northampton. Cinco embarcações foram planejadas, mas descobriu-se durante as construções que os navios e seus predecessores eram mais leves do que o esperado, assim os três sendo construídos por estaleiros estatais tiveram seu projeto alterado e se tornaram a Classe New Orleans, enquanto os dois de estaleiros particulares permaneceram como a Classe Portland.
Os cruzadores da Classe Portland eram armados com uma bateria principal composta por nove canhões de 203 milímetros montados em três torres de artilharia triplas. Tinham um comprimento de fora a fora de 185 metros, boca de vinte metros, calado de mais de seis metros e um deslocamento carregado de mais de doze mil toneladas. Seus sistemas de propulsão eram compostos por oito caldeiras a óleo combustível que alimentavam quatro conjuntos de turbinas a vapor, que por sua vez giravam quatro hélices até uma velocidade máxima de 32 nós (59 quilômetros por hora). Os navios também tinham um cinturão principal de blindagem com 83 a 127 milímetros de espessura.
Os navios tiveram inícios de carreiras tranquilas que consistiram de exercícios e viagens para portos estrangeiros. Os Estados Unidos entraram na Segunda Guerra Mundial em 1941 e ambos serviram na Guerra do Pacífico. Foram encarregados da escolta de porta-aviões, com o Portland lutando no Sudoeste do Pacífico e em Guadalcanal, enquanto o Indianapolis nas Ilhas Aleutas. Depois disso atuaram nas Campanhas das Ilhas Gilbert e Marshall, Nova Guiné, Ilhas Marianas e Palau, Filipinas e Ilhas Vulcano e Ryūkyū. O Indianapolis foi afundado em julho de 1945 depois de ser torpedeado, enquanto o Portland foi descomissionado ao final da guerra e desmontado em 1959.